# 파울로 디아스
파울로 세사르 디아스 우인칼레스(스페인어: Paulo César Díaz Huincales, 1994년 8월 25일 ~ )는 칠레의 축구 선수로, 포지션은 센터백다. 통상 파울로 디아스(Paulo Díaz)라고 불리는 그는 현재 아르헨티나 프리메라 디비시온의 리버 플레이트에서 활약하고 있다.